# Temenis agatha
Temenis agatha är en fjärilsart som beskrevs av Fabricius 1787. Temenis agatha ingår i släktet Temenis och familjen praktfjärilar. Inga underarter finns listade i Catalogue of Life.